# Двојник (роман)
„Двојник“ (рус. Двойник) је други по реду роман Фјодора М. Достојевског. Први пут је објављен 1846. године у часопису "Отаџбински записи".

## Радња
У Двојнику, наративни тон приказује човека чији је живот на ивици пропасти. Овај двоструки човек покушава да уништи углед протагонисте и положај његовог јавног живота у руској бирократији и унутар друштвеног круга.
Роман се може, међутим, једноставно посматрати као документација о шизофренији, паузи од реалности са реалним описом симптома душевне дегенерације. Најочигледнији пример је халуцинација, где јунак приче се види свуда где иде, посебно у друштвеним узнемиравајућим ситуацијама. Брза пропаст тог човека је карактеристична за овакве болести.